# De minimis non curat lex
De minimis non curat lex или още и De minimis non curat praetor (от латински: Законът не се интересува от дреболии или още и Съдът не се интересува от дреболии) е основополагащ принцип на правото при правоприлагането.
Маловажните случаи са без значение за закона, за съда и за правото.